# Безопашата мраволовка
Безопашата мраволовка (Hylopezus perspicillatus), наричана също раираногръда питова мраволовка, е вид птица от семейство Grallariidae.

## Разпространение
Видът е разпространен в Еквадор, Колумбия, Коста Рика, Никарагуа, Панама и Хондурас.